# Елкографія
У електрографії, при попаданні частинок тонера на заряджені ділянки поверхні фотонапівпровідникового шару, вони, за допомогою коронного заряду, переносяться на запечатуваний матеріал (або на проміжний носій у вигляді циліндра або стрічки). Закріплюється тонер в результаті оплавлення при нагріванні паперу з тонером.